# Robert Meyer (fotograf)

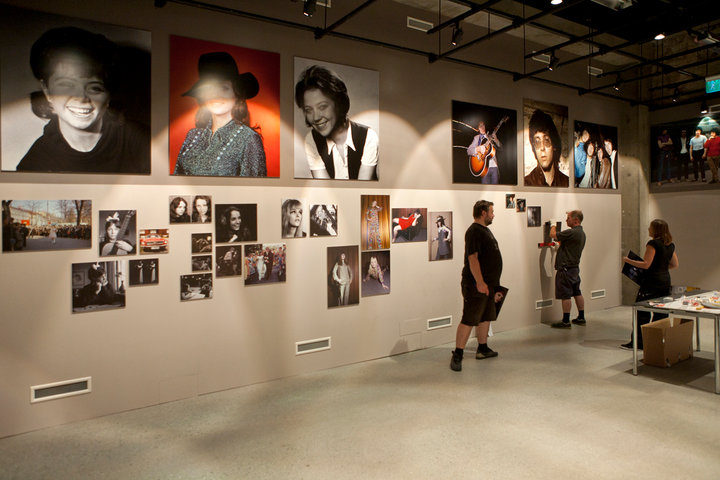
Meyerova výstava Ikony 60. let během instalace v Rockheimu

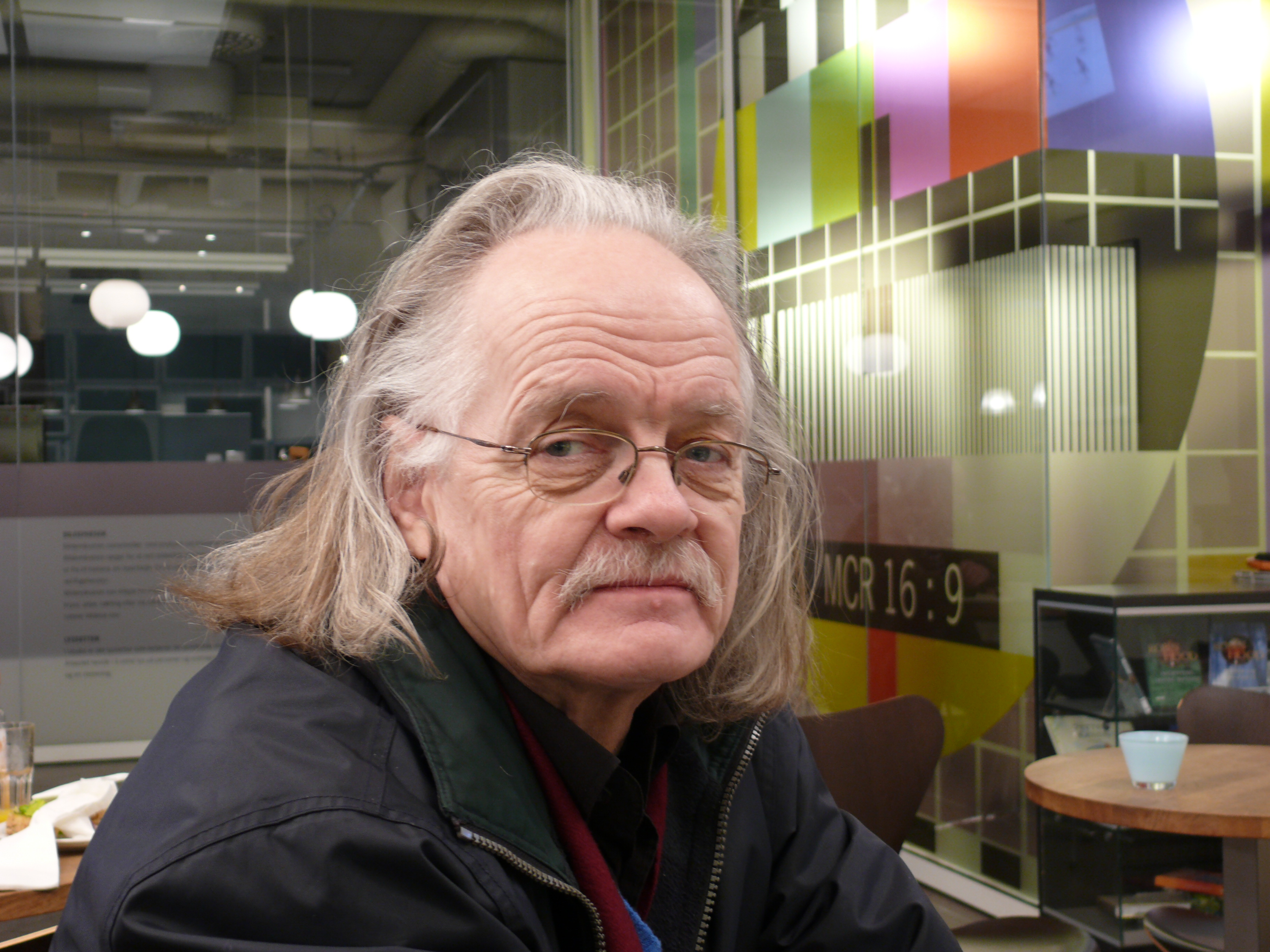
Robert Meyer, 2010

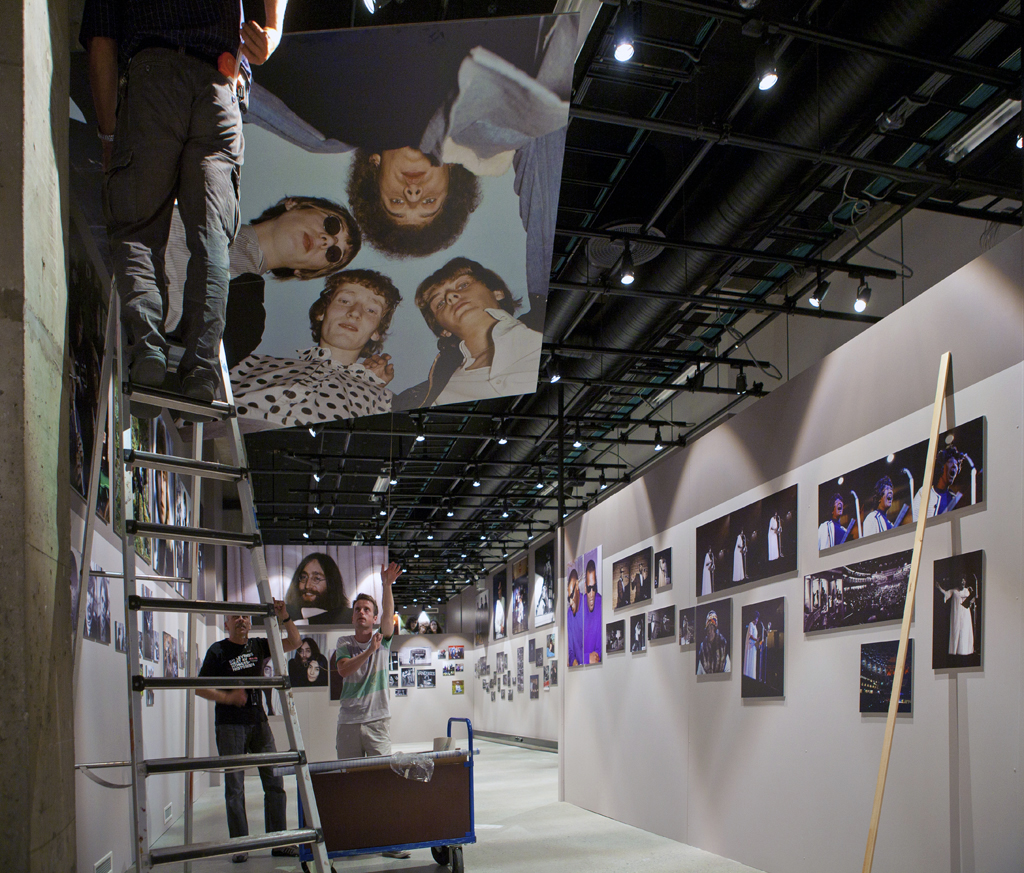
Robert Meyer: The Pussycats, Rockheim

Robert Meyer (* 2. října 1945, Oslo, Norsko) je norský umělecký fotograf, profesor, historik, sběratel, spisovatel a publicista. Je synem novináře Roberta Castberga Meyera a Edely Nielsenové; a bratr průmyslového návrháře Terje Meyera.

## Životopis
V roce 1963 se stal profesionálním fotografem v norské národní kriminální vyšetřovací službě („Kripos“) v Oslu a jako fotožurnalista v novinách Vårt Land, zatímco na volné noze pracoval pro týdenní tisk. Rok poté se přestěhoval do Stockholmu, kde studoval fotografii u umělce Christera Strömholma na Fotoskolanu na stockholmské univerzitě. Následně pracoval pět let jako nezávislý pracovník ve Stockholmu, Oslu a Buenos Aires. Meyer se vrátil do Osla v roce 1967 a od roku 1971 do roku 1978 pracoval jako fotožurnalista a redaktor časopisu NRK (Norsko Broadcasting Corporation). V roce 1976 založil vydavatelskou společnost Ikaros, která produkovala norský Photohistorical Journal, sérii knih o fotografii a historicky důležitých faksimilových vydáních. Rok poté, co odešel do své profesionální fotografické kariéry, aby se mohl věnovat výzkumu národní a mezinárodní historie fotografie. Od roku 1976 do roku 1980 byl členem poradní rady Taylor &amp; Francis pro historii fotografie. Později pracoval sedm let jako umělecký kritik norských předních novin Aftenposten.
Meyer se stal prvním profesorem fotografie v Norsku v roce 1990 na Národní umělecké škole v Bergenu, kde založil Institut fotografie. V roce 1998 se vrátil do Osla a založil soukromou vysokou školu pro fotografii. V současné době žije v Oslu.

### Profesní organizace
V roce 1974 byl Meyer iniciátorem „Forbundet Frie Fotografer“ (Asociace nezávislých fotografů FFF). O dva roky později se také podílel na založení Norsk Fotohistorisk Forening (Norská fotohistorická společnost) a v roce 1979 se stal prvním předsedou představenstva Fotogalleriet (Norská fotogalerijní nadace).

### Výstavy
Jeho první studentská výstava byla představena ve Stockholmu v roce 1964, ačkoli jeho debutem jako fotografa byla výstava „Lys“ („Light“) na Fotogalleriet (Národní vysoká škola umění a designu) v roce 1970. Kromě četných samostatných a skupinových výstav v Norsku se Meyer účastnil také bienále fotografie v polském Gdaňsku (1971) a představil samostatnou výstavu v Muzeu fotografického umění Brandts (Museet for Fotokunst) v Odense v Dánsku.
Meyer představil díla na dvou výstavách v letech 2002 a 2003 v muzeu Preus (Národní muzeum fotografie) v Norsku.
Na podzim roku 2009 byla v Nesodden Kunstforening (Art Society) představena Meyerova retrospektivní výstava Přítomnost – 50 let fotografie, která zahrnovala snímky pořízené během 50 let.
V roce 2010 Meyer přispěl obrovskou fotografickou výstavou k otevření „Rockheimu“, nového národního muzea rockové hudby v Trondheimu. Jeho výstava Ikony 60. let byla tvořena historickými obrazy v monumentálních velikostech, většinou portréty hudebníků, se kterými se setkal v 60. letech, včetně takových jako: John Lennon, Yoko Ono, The Rolling Stones, Bob Dylan, Rory Gallagher, Roy Orbison, Julie Felix a norští umělci jako Terje Rypdal a Wenche Myhre.
Kromě svých vlastních výstav je Meyer kurátorem řady galerií a muzeí.

## Kurátor
- 1987 – Simulo (Oslo Rådhus), postmoderní výstava fotografií
- 1989 – Den glemte tradisjonen (Oslo, Bergen, Trondhjem, Tromsø, Stavanger a Haugesund) Oslava 150 let fotografie.
- 1990 – Christer Strömholm (Bergen Kunstforening)
- 1991 – Splint (Kunstnernes hus, Oslo, Vestlandske Kunstindustrimuseum, Bergen)
- 1991 – Ernst Schwitters (Bergen Billedgalleri)
- 2005 – Edvard Munch, fotografiske selvportretter, (Munch 1863–1944) a Complesso del Vitoriano, Roma, Italia

V roce 2005 Meyer představil výběr fotografií Edvarda Muncha v rámci velké výstavy děl Edvarda Muncha: Munch 1863–1944, v Complesso del Vittoriano, Řím, Itálie, a v souvislosti se 150letou oslavou Muncha připravil výstavu Munchovy fotografie, která putuje po výběru 15 místních uměleckých sdružení po celém Norsku v letech 2013–2015.

## Kolekce Roberta Meyera
Meyer získal široké uznání za výstavbu sbírky Roberta Meyera (Robert Meyer Collection, RMC), největší soukromé norské sbírky fotografií historického umění, kterou později umístil v Národním muzeu umění, architektury a designu v Oslu. Obsahuje asi 10 000 obrazů, s důrazem na norskou a severskou fotografii a specializovanou knihovnu. Části sbírky byly představeny na výstavě Zapomenutá tradice (Den glemte tradisjonen) společnosti Oslo Fine Art Society v roce 1989 a později byly představeny v několika dalších městech v Norsku. Sbírka jako taková byla představena jako výstava „Kolekce Roberta Meyera“ v Národním muzeu umění, architektury a designu v letech 2005–2006.